# Julio César Enciso
Julio César Enciso Ferreira, paragvajski nogometaš, * 5. avgust 1974, Capiatá, Paragvaj.
Sodeloval je na nogometnemu delu poletnih olimpijskih iger leta 2004 in osvojil srebrno medaljo.